# 埃默德
埃默德是匈牙利的城鎮，位於該國東北部，距離首府米什科爾茨25公里，由包爾紹德-奧包烏伊-曾普倫州負責管轄，面積49.37平方公里，2011年人口4,983，其中約六成居民信奉天主教。

## 外部連結
- The official site of the town （页面存档备份，存于）
- Emőd közösségi oldala （页面存档备份，存于）